# Verwaltungsgemeinschaft Nassenfels
Die Verwaltungsgemeinschaft Nassenfels (bairisch Nassafös) liegt im oberbayerischen Landkreis Eichstätt und wird von folgenden Gemeinden gebildet:
1. Adelschlag, 3087 Einwohner, 51,95 km²
2. Egweil, 1222 Einwohner, 9,39 km²
3. Nassenfels, Markt, 2338 Einwohner, 18,40 km²

Sitz der Verwaltungsgemeinschaft ist Nassenfels.
Vorsitzender ist Thomas Hollinger, der Bürgermeister von Nassenfels.